# ボゴルボヴィア
ボゴルボヴィア (Bogolubovia)は、ロシア、サラトフ州・ペトロフスクの白亜紀後期（カンパニアン前期）のRybushka 累層で見つかった翼竜の属である。1914年に化石を発見した古生物学者、ニコライ・ニコラエビッチ・ボゴルボフへの献名である。1991年にアズダルコ科に分類された。しかしながら、ヴェルンホファー（1991）はプテラノドン科であると主張していた。ボゴルボフは最初オルニトストマの新種、O. orientalis として、単一の部分的な大きな頚椎からなる標本を同定した。それは後にプテラノドンの1種として再分類されたが、1989年にネソフとヤーコフによって独自の属に割り当てられた。ホロタイプはおそらく失われているが、他の部分的な化石は本属のものとして言及されている。
現代のほとんどの古生物学者は、本属がアズダルコ科のメンバーである可能性が高いと考えている。ホロタイプによって推定された翼開長は3～4ｍで、この分類群としては中型だったと思われる。後に発見された橈骨からは翼開長が4.3mと推定されている。